# Thomas Starkey
Thomas Starkey (* um 1490; † 1538 in Oxford) war ein englischer Humanist und politischer Denker.

## Leben
Starkey war Absolvent der Universität Oxford und lehrte am Magdalen College Naturwissenschaften. Um 1531 trat er in Italien in die Dienste von Reginald Pole und wurde 1534 Hausprediger von Poles Mutter, Margaret Pole, 8. Countess of Salisbury. Kurz danach erhielt er die Ernennung zum königlichen Kaplan. 1535 beauftragte ihn König Heinrich VIII., Pole brieflich zur Rückkehr nach England zu überreden und seine Meinung über die Scheidung des Königs ausfindig zu machen. Seine Bemühungen blieben fruchtlos. Dennoch belohnte ihn der König und ernannte ihn zum Meister des Corpus Christi College in Oxford (1536). 
Seine bekanntesten Werke sind „Exhortation to Christian Unity“ (1534) und „Dialogue between Cardinal Pole and Thomas Lupset“ (1536–38). Der „Dialogue“ beschreibt die Übel des Lebens in England jener Zeit und erörterte die Frage des öffentlichen Wohls. Der Autor versuchte, die Natur des wahren Gemeinwesens zu entdecken und die Wege, dies in England einzurichten. Das Werk ist vom humanistischen Utilitarismus durchdrungen. Neben Thomas Morus „Utopia“ stellt er das hervorragendste literarische Werk über englische Politik in jenem Zeitalter dar.